# نهائي الدرع الخيرية 1921
نهائي الدرع الخيرية 1921 هي النسخة الثامنة من الدرع الخيرية.
لعبت المباراة بتاريخ 16 مايو 1921 على وايت هارت لين، بين توتنهام هوتسبير وبيرنلي.
فاز توتنهام هوتسبير باللقب بعد فوزه على بيرنلي بنتيجة 2–0.

## خلفية
تأهل توتنهام هوتسبير بصفته بطل كأس الاتحاد الإنجليزي 1920–21، بينما تأهل بيرنلي بصفته بطل دوري كرة القدم الإنجليزي 1920–21.

## المباراة
| توتنهام هوتسبير | 2–0   | بيرنلي |
| --------------- | ----- | ------ |
| كانتريل · بليس  | [ 1 ] |        |